# Patrick Da Rocha
Pour les articles homonymes, voir Rocha.
Patrick Da Rocha, né le 22 février 1961 à Villepinte, est un coureur cycliste sur piste français.

## Biographie
Comme minime à quatorze ans, c'est au club FSGT de Tremblay-en-France, puis à l'Etoile cycliste Noiséenne sous la direction de Gérard Gautheron, qu'il se met vraiment à pratiquer le sport de façon sérieuse. Il passe ensuite à la Fédération française pour entamer une carrière professionnelle. Pendant sa carrière pro, il reçoit le soutien de Peugeot et Wolber et porte le maillot du VC 12e. 
Il remporte trois fois de suite le titre de champion de France de vitesse professionnels de 1986 à 1988. Aux championnats du monde à Lyon en 1989, il devient vice-champion du Keirin. La même année, il est champion du monde officieux de vitesse de la Fédération Internationale de Cyclisme Professionnel (FICP). Il a également participé à quelques courses de six jours. 
Aux championnats du monde de keirin en 1990, Patrick Da Rocha heurte la roue arrière de Stephen Pate et chute. Pate est tenu pour responsable de l’accident.

## Palmarès sur piste

### Championnats du monde
- Lyon 1989
  -  Médaillé d'argent du keirin

### Championnats d'Europe
- 1986
  -  Médaillé d'argent de la vitesse
- 1987
  -  Médaillé d'argent de la vitesse
- 1988
  -  Médaillé de bronze de la vitesse[4]
- 1989
  -  Champion d'Europe de la vitesse

### Championnat national
- Champion de France de vitesse amateurs : 1985
- Champion de France de vitesse professionnels : 1986, 1987 et 1988, 3e en 1985